# Звичайна історія
«Звичайна історія» (рос. «Обыкновенная история») — радянський художній фільм-мелодрама 1960 року, знятий режисерами Ігорем Земгано й Миколою Літусом на Кіностудії ім. О. Довженка.

## Сюжет
Вперше виїхавши у відрядження, Аня розгубилася в незнайомому великому Києві. Але коли їй на допомогу прийшли випадкові знайомі, все стало простіше і радісніше. Молодий інженер Саша (Олександр Шворін), провівши ввечері Аню на вокзал, через деякий час прибув в її місто, а ввечері, їдучи, взяв з неї обіцянку, що вона приїде до Києва поступати до інституту…

## У ролях
- Юлія Пашковська — Аня, медсестра
- Олександр Шворін — Саша
- Микола Крюков — Гаргантон
- Лариса Шепітько — Ніна
- Ольга Жизнєва — Іванова
- Марта Бабкіна — Оксана
- Анатолій Соловйов — Коваль
- Іван Кононенко-Козельський — епізод
- Юрій Лавров — епізод
- Віктор М'ягкий — епізод
- Михайло Задніпровський — епізод
- Микола Пішванов — епізод
- Андрій Сова — епізод
- Лілія Толмачова — Єлизавета Олександрівна
- Людмила Алфімова — епізод
- Валентин Грудинін — епізод

## Знімальна група
- Режисери-постановники — Ігор Земгано, Микола Літус
- Сценарист — Олексій Спєшнєв
- Оператор-постановник — Олександр Пищиков
- Композитор — Анатолій Свєчніков
- Художник-постановник — Микола Рєзник
- Художник по гриму — Олена Парфенюк
- Комбіновані зйомки — Володимир Дубровський (художник)
- Редактор — Рената Король